# Сокольский, Дмитрий Владимирович
Дми́трий Влади́мирович Соко́льский (22 марта 1910, Энзели, Иран — 1 марта 1987, Алма-Ата, КазССР) — советский ученый-химик, работавший в области органического катализа, профессор КазГУ (1949), академик АН КазССР (1951), первый директор Алма-Атинского института органического катализа и электрохимии (1969), основоположник химической науки в Казахстане, создатель научной школы катализа.
Герой Социалистического Труда (1969), заслуженный деятель науки Казахской ССР (1960), лауреат Государственной премии КазССР (1974), почетный доктор Будапештского политехнического университета (1975).
Создал теорию оптимизации катализаторов гидрогенизации. Разработал потенциометрический метод изучения работающих катализаторов-электродов.

## Биография
Родился 4 апреля 1910 года в городе Энзели в Иране, где его семья скрывалась от царских репрессий. После революции 1917 года он вместе с семьёй вернулся в Россию.
По окончании школы Д. В. Сокольский поступил на химическое отделение физико-математического факультета МГУ. Окончив университет, в 1934 году был зачислен в аспирантуру, где в 1937 году он получил ученую степень кандидата химических наук, защитив кандидатскую диссертацию на тему «Кинетика и механизм разложения некоторых диазониевых солей металлической медью» под рук. проф. А. А. Баландина. Присутствовавший на защите Н. Д. Зелинский высоко оценил способности молодого ученого.
После защиты диссертации Д. В. Сокольский был направлен Народным комиссариатом просвещения на работу в Алма-Ату, в Казахский государственный университет (КазГУ), где в 1937—1939 годы был доцентом, а затем проректором по учебной и научной работе (1939—1942) и, одновременно, заведующим кафедрой физической химии. Именно в Алма-Ате Д. В. Сокольский провел большую часть своей жизни.
В 1945 году Д. В. Сокольский становится ученым секретарем института металлургии, химии и стройматериалов АН КазССР.
В 1946 году он был назначен зам. директора Института химии нефти и природных солей и руководителем лаборатории органического катализа. В этом же году Д. В. Сокольским была организована кафедра катализа и технической химии на химическом факультете КазГУ, где под его руководством интенсивно велась научная работа по разработке методов исследования каталитических процессов и катализаторов.
В 1948 году Д. В. Сокольский защитил докторскую диссертацию в ИОХ АН ССР и уже через год стал профессором КазГУ. В 1951 году Д. В. Сокольский был избран действительным членом АН КазССР. С 1951—1954 годы был главным ученым секретарем Президиума АН КазССР. В 1965—1976 годы — вице-президент АН КазССР.
В 1969 году в Алма-Ате был создан Институт органического катализа и электрохимии (ИОКЭ), которому ныне присвоено имя его первого директора — Д. В. Сокольского, проработавшего на этой должности до конца своих дней. Открытие института положило начало новому этапу жизни и научной деятельности Дмитрия Владимировича. Уже к 1985 году в состав ИОКЭ входили 15 научно-исследовательских подразделений.
Расширяя научные связи с отечественными и зарубежными научными организациями на базе ИОКЭ, в 1975 году Д. В. Сокольский становится советником Министерства образования Демократической Республики Вьетнам и почетным доктором Будапештского Политехнического института.
По признанию современников, Д. В. Сокольский по праву является основоположником химической науки в Казахстане и создателем каталитической школы с оригинальным направлением.

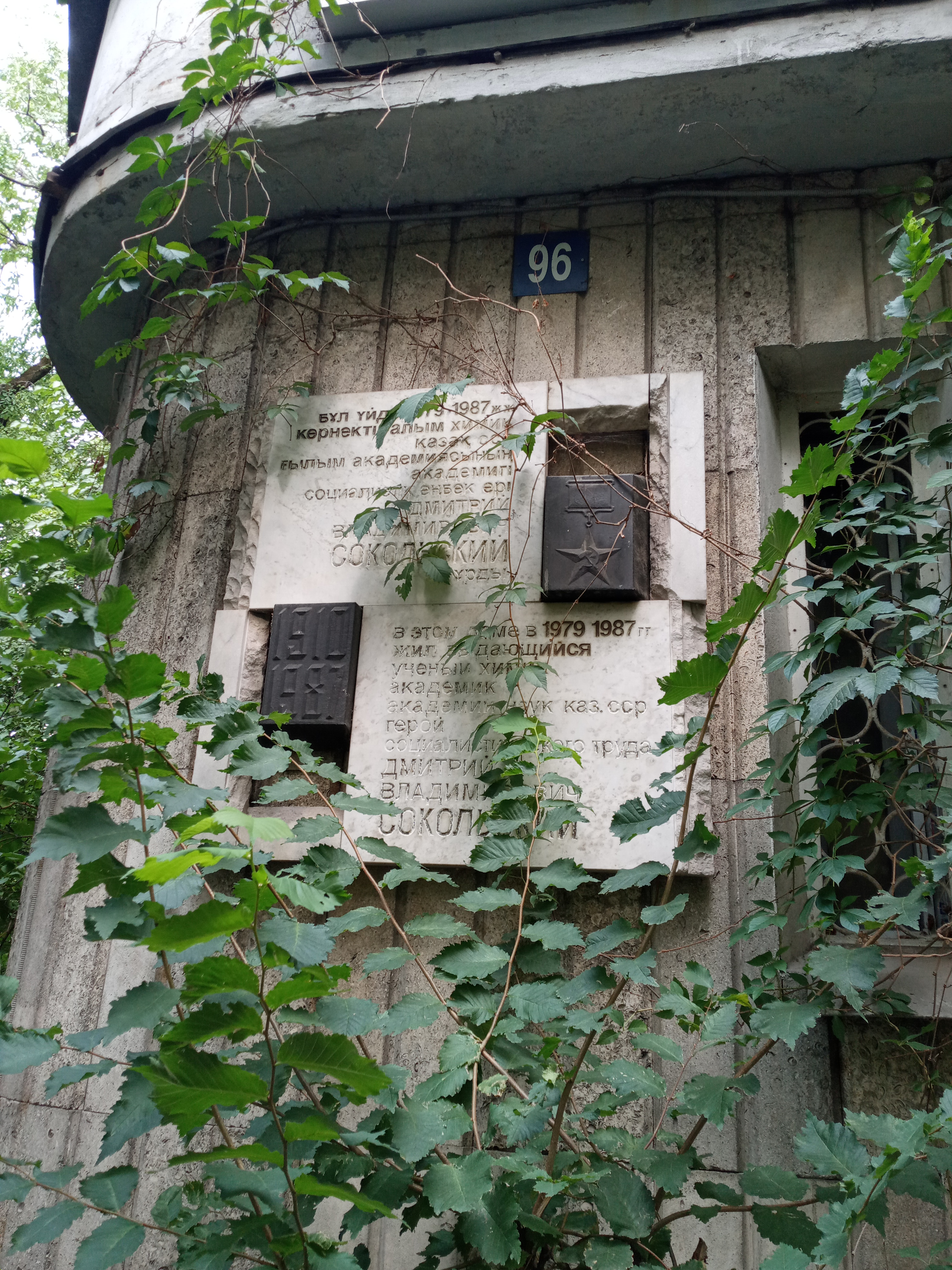
Мемориальная доска к дому, где жил Дмитрий Сокольский (улица Динмухаммеда Коная, 96)

Д. В. Сокольский ушел из жизни 1 марта 1987 года. Похоронен на Центральном кладбище в Алма-Ате.

Надгробный памятник над могилой Дмитрия Сокольского в Центральном кладбище Алматы

## Научно-исследовательская и преподавательская деятельность
Почти всю свою жизнь Д. В. Сокольский посвятил исследованию природы. Он говорил: «После напряженных бдений у приборов (они порой могут длиться и годы) на свет рождается истина, прекрасная в завершенности всех своих линий и выводов».
Основные работы Д. В. Сокольского посвящены органическому катализу и электрохимии и были тесно связаны с разработкой теории каталитических процессов и теорией приготовления катализаторов, в частности теории и экспериментальным исследованиям процессов каталитической гидро- и дегидрогенизации органических соединений. На базе КазГУ 1950-е годы им были разработаны методы точного определения активности различных катализаторов, величин энергий и природы химической связи молекул реагента с поверхностью катализаторов, а также изменений поверхности в ходе реакции посредством измерения электрохимических потенциалов работающих катализаторов-электродов.
Создал теорию оптимизации катализаторов гидрогенизации. Разработал новые катализаторы гидрогенизации жиров, сахаров, производных ацетилена, нитросоединений, душистых веществ, а также катализаторы дожигания выхлопных газов двигателей внутреннего сгорания и очистки технологических газов.
Результаты труда Д. В. Сокольского обобщены в 16 монографиях, около 2000 статей, защищены более 400 авторскими свидетельствами и 20 зарубежными патентами.
Также под руководством Д. В. Сокольского было воспитано более 260 кандидатов химических и технических наук, 27 докторов наук, трое из которых стали академиками (Г. Д. Закумбаева, Н. К. Надиров, К. А. Жубанов).
Также Д. В. Сокольский являлся организатором и инициатором проведения многих научных конференций, в частности Менделеевского съезда в Алма-Ате (1975), совещания по водородной энергетике (1983), 5-го Всесоюзного совещания по гомогенному и металлокомплексному катализу (1979) и других научных съездов.

## Основные труды
- Гидрирование в растворах. Алма-Ата, 1962, 1979.[2][4]
- Теория гетерогенного катализа. Алма-Ата, 1968.[8]
- Оптимальные катализаторы гидрирования в растворах. Алма-Ата, 1970.[6]
- Введение в теорию гетерогенного катализа. Москва, 1981.[9]
- Электрохимические методы изучения катализаторов гидрирования. Москва, 1963.[5]
- Каталитическая очистка выхлопных газов. Алма-Ата, 1970.[7]
- Металлы — катализаторы гидрогенизации. Алма-Ата, 1970.[3]

## Общественная и политическая деятельность
На протяжении всей своей жизни Д. В. Сокольский занимал активную гражданскую позицию. В 1960—1965 годах был депутатом Алма-Атинского городского Совета депутатов трудящихся, с 1966—1969 годы являлся членом бюро городского Комитета партии, с 1966—1979 годы — депутат Верховного Совета КазССР, а в 1967 году стал членом Президиума Верховного Совета КазССР.
В годы войны Д. В. Сокольский был начальником химической службы Штаба противовоздушной обороны города Алма-Аты, параллельно продолжая вести учебные занятия и заниматься научными исследованиями.

## Награды
За свою деятельность Д. В. Сокольский был удостоен различных наград:
1969 — звание Героя Социалистического Труда с вручением ордена Ленина и золотой медали «Серп и Молот» (присвоено Указом Президиума Верховного Совета СССР от 13 марта 1969 года за большие заслуги в развитии советской науки академику АН КазССР).
15 сентября 1961, 27 апреля 1967 — Ордена «Трудового Красного Знамени»,
3 апреля 1980 — Орден Дружбы народов,
1953 — Орден «Знак почета»,
1974 — лауреат Государственной премии КазССР.